# Antonio Rossi (Kanute)
Antonio Rossi (* 19. Dezember 1968 in Lecco) ist ein ehemaliger italienischer Kanute.

## Leben
Bei seinen fünf Teilnahmen an den Olympischen Spielen von 1992 bis 2008 gewann er insgesamt drei Goldmedaillen und je eine Silber- und Bronzemedaille. Bei den Kanu-Weltmeisterschaften errang er zwischen 1993 und 1998 je drei Gold- und Silbermedaillen sowie eine bronzene.
Rossi war bei den Olympischen Sommerspielen 2008 in Peking der Fahnenträger bei der Eröffnungszeremonie für Italien. Er ist mit Lucia Micheli, ebenfalls eine Ex-Kanutin, verheiratet. Sie nahmen gemeinsam an den Olympischen Sommerspielen 1992 teil.